# Cryphia mediobrunnescens
Cryphia mediobrunnescens är en fjärilsart som beskrevs av Embrik Strand. Cryphia mediobrunnescens ingår i släktet Cryphia och familjen nattflyn. Inga underarter finns listade i Catalogue of Life.